# 함양군수
함양군수는 경상남도 함양군의 군수이다.

## 같이 보기
- 함양군수 선거